# 273987 Greggwade
273987 Greggwade este un asteroid din centura principală de asteroizi.

## Descriere
273987 Greggwade este un asteroid din centura principală de asteroizi. A fost descoperit pe 11 iunie 2007 la Mauna Kea de David D. Balam. Asteroidul prezintă o orbită caracterizată de o semiaxă mare de 3,07 ua, o excentricitate de 0,12 și o înclinație de 7,2° în raport cu ecliptica.